# Epinephelus flavolimbatus
 Epinephelus flavolimbatus és una espècie de peix de la família dels serrànids i de l'ordre dels perciformes.
Els mascles poden assolir els 115 cm de longitud total.
Es troba a l'Atlàntic occidental.
La seua carn és de bona qualitat i es comercialitza fresc.